# Ан-218
Ан-218 — проєкт українського далекомагістрального широкофюзеляжного авіалайнера середньої місткості, що розроблявся конструкторським бюро в КБ Антонова.
Роботи над проєктом було розпочато в 1991 році. Перші варіанти передбачали створення літака подібного за дизайном до Ту-154. Втім дана схема була визнана неперспективною і від неї відмовилися. В результаті літак отримав двомоторний дизайн, він був покликаний перевозити близько 350 пасажирів з високоекономічними показниками, але в результаті так і не був запущений у виробництво через розпад СРСР.
Особливу увагу було приділено надійності літака — літак був розроблений з урахуванням втоми металу: втомні тріщини не  могли би викликати катастрофічні наслідки.
Через нестачу фінансування роботи були припинені у середині 1990-х років. До того часу проєкт був готовий на 80%.

## Проєктні варіанти літака

### Схема ранніх варіантів

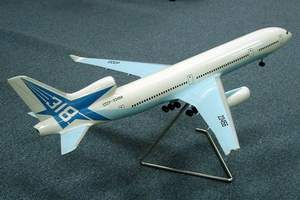
Ранній варіант АН-318

Розробка широкофюзеляжного пасажирського літака Ан-218 почалася в АНТК ім. О. К. Антонова в 1991 році. Це була перша спроба створення широкофюзеляжних літаків Airbus-класу для середніх маршрутів. Це перша спроба АНТК Антонова розробити літак подібного класу. Спочатку Ан-218 мав бути побудований за аеродинамічною схемою вільнонесучого низькоплана. Фюзеляж типу напівмонокок круглого перерізу. Крило помірної стріловидності, забезпечено кінцевими аеродинамічними поверхнями. Шасі прибирається, триколісне з носовою стійкою. Силова установка складається з 3 турбовентиляторних двигунів Д-18ТМ-1. Два двигуни розташовані на пілонах під крилом, третій — у хвостовій частині фюзеляжу. Особливістю є те, що це перший великий літак розробки КБ Антонова, виконаний за аеродинамічною схемою низькоплан. До цього всі літаки АНТК були високопланами.
Кількість пасажирів коливалася в межах 300–400 осіб.
На літак Ан-218 покладалися особливо великі надії, оскільки за основними параметрами він наближався до найкращих західних зразків авіатехніки.

### Фінальна схема
Ан-218 в фіналі мав бути побудований за аеродинамічною схемою вільнонесучого низькоплана. Фюзеляж типу напівмонокок круглого перерізу. Крило помірної стріловидності, забезпечено кінцевими аеродинамічними поверхнями. Шасі забирається, триколісне з носовою стійкою. Силова установка складається з 2-ох турбовентиляторних двигунів Д-18ТМ-1.
Конструкція Ан-218 включає в себе рішення, технології і схеми, розроблені для комерційних вантажних літаків Ан-124 і Ан-70. Випуск технічної документації повинен був бути завершений в першому півріччі 1993 р. Перший політ дослідного літака планувався на 1994 р., сертифікація в СНД — через рік після цього. Планувалось використовувати окремі частини та компоненти літаків серії Ту-204. Виробництво було заплановано здійснювати в Україні в кооперації з заводами Росії.
У перспективі можливе створення варіантів з дальністю польоту до 12000 км з 200–220 пасажирами, а також із збільшеною до 400 чол. пасажиромісткістю.
Бортова електроніка і навігаційне обладнання мало б відповідати вимогам ІКАО IIIA. Кабіна пілотів мала отримати високий ступінь автоматизації, управління польотом. Система моніторингу включала б в себе шість кольорових багатофункціональних дисплеїв.

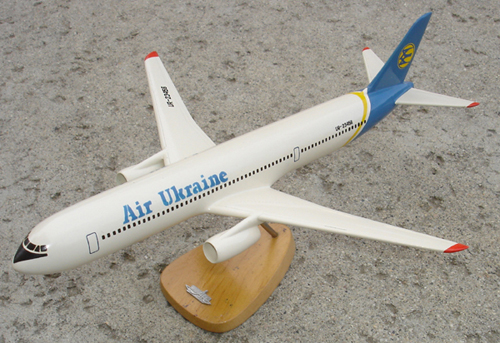
Фінальний вигляд Ан-218

Технічна документація на Ан-218 повинна була бути готовою в 1991, і перший політ був запланований на 1994. Сертифікація для країн СНД була запланована на 1995.
За розрахунками, Ан-218 мав перевершити Ту-154 та Іл-86 за такими параметрами:
- паливна ефективність — Ан-218 буде споживати 18 г. палива на пасажиро-кілометр проти 34,5 г. у Іл-86,
- вищий рівень комфорту,
- можливість перевезення пакетованих вантажів,
- краща експлуатаційна технологічність.

Передбачалося розробити принципово нову систему обслуговування літака в аеропорту, знизити її трудомісткість і отримати напрацювання 3,5-4 тис. год на рік на кожен літак. Трудомісткість техобслуговування літака оцінюється в 9,5 люд.-год на 1 год польоту.
Практична дальність повинна була б бути в межах 9000 — 12300 кілометрів.
Розмах крила літака був 50 м, довжина літака 58,15 м, висота літака 15,6 м; площа крила 270 м²; діаметр фюзеляжу 5,62 м.

## Сучасний стан проєкту
Через вкрай складне матеріальне становище проєкт Ан-218 заморожений. На початку 1990-х років був виготовлений макет літака і фактично він був запущений в виробництво, однак в такому стані він пробув лише 1 тиждень. Програма була припинена.
В середині 2006 року макет літака був розібраний. У наш час АНТК Антонова займається іншими проєктами.